# Chusquea longipendula
Chusquea longipendula är en gräsart som beskrevs av Carl Ernst Otto Kuntze. Chusquea longipendula ingår i släktet Chusquea och familjen gräs. Inga underarter finns listade i Catalogue of Life.